# 明越村
明越村（あけこしむら）は、かつて愛知県西加茂郡にあった村。
現在のみよし市の一部（明知町・打越町など）に該当する。
村名は、前身となった村の名から一文字ずつとった合成地名である。

## 歴史
- 1889年（明治22年）10月1日 - 明知村、打越村が合併し、明越村が発足。
- 1906年（明治39年）7月1日 - 三好村、莇生村と合併し、三好村が発足。同日明越村は廃止。

## 教育
- 明越尋常小学校（現・みよし市立南部小学校）